# Alessandro Vincioli
Alessandro Vincioli (Perugia, primi anni 1300 – 3 maggio 1363) è stato un vescovo italiano, venerato come beato dalla Chiesa cattolica.

## Biografia
Nato a Perugia nei primi anni del XIV secolo, Alessandro Vincioli era figlio di Pietro di Vinciolo e Rinaldina de Comitibus; un suo antenato del ramo paterno, san Pietro Vincioli, era il fondatore del monastero benedettino di Perugia, mentre per via materna era imparentato con Rinaldo di Nocera Umbra, santo e vescovo di Nocera Umbra.
Dopo essere entrato nell'Ordine francescano, fu inviato più volte ad Avignone come oratore a partire dal 1322. Dopo essersi fato notare presso la curia papale ottenne l'ufficio di penitenziere da papa Giovanni XXII e, alla morte del suo parente Giovanni de Comitibus, fu nominato vescovo di Nocera Umbra nel 1327.
Nel 1328 concesse ad Andrea di Paolo di fondare la Congregazione del Corpo di Cristo. L'opposizione di Oddo degli Oddi gli costò la cattedra di Perugia nel 1330. Nel 1349 celebrò il primo sinodo diocesano della diocesi. Promosse il culto di Angelo da Gualdo Tadino e del suo antenato san Rinaldo, la cui intercessione avrebbe portato la fine della peste nera a Nocera Umbra e risparmiato interamente Sassoferrato.

## Culto
Immediatamente dopo la morte divenne oggetto di venerazione a Nocera Umbra e Sassoferrato, ove fu sepolto nella chiesa di San Francesco, prima nella parete destra dell'abside e poi, dal 21 settembre 1727, in un'urna dorata sotto l'altare maggiore.